# Сражение за Амран
Сражение за Амран (араб. معركة عمران‎) — боевой эпизод шиитского восстания в Йемене, в котором приняли участие правительственные войска при поддержке милиций аль-Ислах с одной стороны и зейдитские повстанцы-хуситы — с другой. 8 июля хуситы взяли штурмом столицу одноимённый мухафазы, город Амран, в ходе которого хуситы разгромили и взяли штурмом штаб 310-й бронетанковой бригады, убив её командира Хамида аль-Кашиби. Обе стороны обвиняли друг друга в провоцировании боевых действий и нарушении предварительно достигнутого 23 июня перемирия. На следующий день после штурма ВВС Йемена осуществили авиаудары по правительственным зданиям и захваченному штабу бригады. Мухаммед аль-Бахити из политического совета Хуси подтвердил DPA смерть командира, опровергнув его похищение. Верховный комитет по безопасности Йемена 9 июля также подтвердил занятие хуситами Амрана, заявив о нарушении теми соглашения о прекращении огня от 22 июня, атаке на базу бригады, убийстве персонала и похищении оружия, боеприпасов, экипировки и техники.

## Ход
2 февраля 2014 хуситы взяли штурмом некоторые позиции милиций суннитских племён и вынудив бежать шейха Хуссейна аль-Ахмара, вынудив готовить ответ генерала Али Мохсена аль-Ахмара. В феврале бои остановились, к марту вспыхнув в виде спорадических перестрелок, и наросли до полноценных в апреле, марте и июне. Министерство обороны Йемена посылало своих делегатов в кач-ве посредников к урегулированию конфликта. 5 июня йеменские ВВС отбомбились по позициям хуситов в городе ас-Сафра в Эль-Джауфе, контролируемом хуситами со времён Революции по заявлениям из-за отказа хуситов покинуть захваченные позиции, требование чего было достигнуто в соглашении о перемирии от 23 июня. Хуситы же заявили, что виноваты милиции аль-Ислах, напавшие на них 4 июля. 23 июня было комитетом Президента при посредничестве Джамаль бен Омара, спецпосланника ООН в Йемене, было объявлено перемирие.

### Дальнейшие события
В начале июля хуситы начали наступление на осаждённый за 2 месяца до этого Амран и штаб 310-й бригады. Бои были сосредоточены в окрестностях города и выплеснулись на жилые кварталы, после чего обе стороны начали уличные бои. Правительство послало подкрепления с десятками танков и ББМ, что провели жёсткие бои в районе деревни Бани Мемун в попытке деблокировать дорогу между Саной и Амраном. В районе деревни Байт Гафр в округе Хамдан армия смогла уничтожить технику хуситов.